# Scripps Research
Scripps Research , anteriormente conocido como The Scripps Research Institute ( TSRI), es un centro de investigación médico, orientado a la investigación en ciencias biomédicas básicas. El edificio central está ubicado en La Jolla (California), y cuenta con centros en Jupiter (Florida), albergando a más de 3000 científicos, técnicos, estudiantes de grado y personal admininistrativo y de otro tipo, convirtiéndola en una de las organizaciones privadas sin ánimo de lucro de investigación biomédica más grandes del mundo.

### Contribuciones médicas
Las terapias médicas basadas en los hallazgos de Scripps Research incluyen:
- Adalimumab (Humira) para la artritis reumatoide y otras enfermedades inflamatorias
- Belimumab (Benlysta) para el lupus
- Cladribina (Leustatin) para la leucemia de células pilosas
- Purificación del Factor VIII para la hemofilia
- Tafamidis (Vyndaqel) para la transtiretina amiloidosis (ATTR)
- Lucinactant (Surfaxin) para el síndrome de dificultad respiratoria infantil
- Ramucirumab (Cyramza) para el cáncer gástrico y de pulmón de células no pequeñas
- Dinutuximab (Unituxin) para el neuroblastoma infantil
- Ozanimod (Zeposia) para la esclerosis múltiple
- Vacunas de ARNm COVID-19 para la protección contra el coronavirus SARS-CoV-2[3]
- Pegvaliese (Palynziq) para la fenilcetonuria[4]
- Sacituzumab govitecan (Trodelvy) para los cánceres del tracto urinario[5]